# Tân Thuận, Vĩnh Thuận
Tân Thuận là một xã thuộc huyện Vĩnh Thuận, tỉnh Kiên Giang, Việt Nam.

## Địa lý
Xã Tân Thuận có vị trí địa lý:
- Phía đông giáp thị trấn Vĩnh Thuận
- Phía tây giáp huyện U Minh Thượng
- Phía nam giáp xã Vĩnh Thuận
- Phía bắc giáp xã Vĩnh Bình Nam.

Xã Tân Thuận có diện tích 43,86 km², dân số năm 2020 là 9.402 người, mật độ dân số đạt 214 người/km².

## Hành chính
Xã Tân Thuận được chia thành 8 ấp: Kinh 1, Kinh 1A, Kinh 2, Kinh 2A, Lò Rèn, Thắng Lợi, Vĩnh Lộc 1, Vĩnh Lộc 2.

## Lịch sử
Ngày 24 tháng 5 năm 1988, Hội đồng Bộ trưởng ban hành Quyết định 92-HĐBT về việc tách 3 ấp của xã Vĩnh Thuận cũ hợp với xã Thuận Bắc và 2 ấp của xã Bình Điền thành xã Tân Thuận.
Ngày 31 tháng 5 năm 1991, Ban Tổ chức Chính phủ ban hành Quyết định số 288-TCCP về việc:
- Giải thể xã Tân Thuận nhập một phần vào xã Vĩnh Thuận
- Sáp nhập phần còn lại của xã Tân Thuận hợp với xã Minh Thuận Đông và Minh Thuận Nam thành xã Minh Thuận.

Ngày 18 tháng 3 năm 1997, Chính phủ ban hành Nghị định số 23-CP về việc thành lập xã Tân Thuận trên cơ sở 4.033 ha diện tích tự nhiên và 10.164 nhân khẩu của xã Vĩnh Thuận.